# Warhammer 40.000: Space Marine
Warhammer 40.000: Space Marine ist ein Third-Person-Shooter des amerikanischen Entwicklerstudios Relic Entertainment, das 2011 über THQ veröffentlicht wurde. Es basiert auf der Welt des Tabletop-Regelwerk Warhammer 40.000 von Games Workshop.

## Handlung
Der Spieler übernimmt die Rolle des Captain Titus, eines Space Marines aus dem Orden der Ultramarines. Er soll die orkischen Invasoren auf dem Industrieplanet Graia zurückdrängen und verhindern, dass sie in den Besitz der dort gelagerten Superwaffe gelangen.

## Spielprinzip
Der Spieler steuert seine Spielfigur Captain Titus aus der Verfolgerperspektive und bekämpft zahlenmäßig überlegene gegnerische Einheiten mit Hilfe von Fern- und Nahkampfwaffen. Unterstützung erhält er von zwei Begleitern, Veteran Sergeant Sidonus und Leandros. Das Spiel besteht aus einer Abfolge von linearen Leveln, durch die sich der Trupp kämpft. Es gibt kein Deckungssystem wie in ähnlich gestalteten Spielen des Genres (bspw. Gears of War). Geschützt wird die Spielfigur durch einen sich regenerierenden Schutzschild; fällt dieser aus, wird Lebensenergie abgezogen. Durch das Töten von Gegner erhöht sich eine sogenannte Wildheits-Leiste, die aufgefüllt zum Auslösen eines Berserker-Modus genutzt werden kann. In diesem Modus regeneriert Titus Lebensenergie und verursacht mit seinen Attacken besonders viel Schaden.

## Entwicklung
Erste Details zum Spiel wurden im September 2008 bekannt. Ursprünglich gab es Pläne für eine Trilogie. Der Soundtrack wurde von Cris Velasco und Sascha Dikiciyan komponiert.

## Rezeption
Space Marine erhielt gemischte Wertungen (Metacritic: 74 % (Win) / 70 % (PS3) / 76 % (X360)).

“Warhammer 40,000: Space Marine is on the shallow side, but it still serves up plenty of ‘waaagh!’.”

„Warhammer 40.000: Space Marine ist auf der oberflächlichen Seite, aber es bietet trotzdem eine Menge ‚waagh!‘.“

„Gears of War für Arme: Mit dem abwechslungsarmen Spielablauf, blassen Helden und stupidem Kampfsystem gewinnt schließlich die Langeweile den Krieg um die Fabrikwelt!“

## Nachfolger
Eine Fortsetzung wurde von THQs Vice President Danny Bilson im Oktober 2011 ausgeschlossen. Zwar verkaufe sich das Spiel gut, doch nicht gut genug. Weitere Gründe waren demnach mangelnde Entwicklungsressourcen und eine Terminkollision mit einem anderen geplanten Warhammer-40k-Spiel.
Im Dezember 2021 wurde die Entwicklung des Nachfolgers Warhammer 40.000: Space Marine 2 bei einem anderen Entwicklungsstudio (Saber Interactive) von einem anderen Publisher (Focus Entertainment) angekündigt.